# Кузнецов, Михаил Михайлович (Герой Советского Союза)
Михаи́л Миха́йлович Кузнецо́в (19 июля 1923, Яранский уезд, Вятская губерния — 20 апреля 1997, Чебоксары) — рядовой, участник Великой Отечественной войны, Герой Советского Союза (1945). В Новочебоксарске его именем назван кадетский лицей.

## Биография
Родился в 1923 году в деревне Второе Кузнецово Вятской губернии. По национальности русский. До армии был пастухом, работал в колхозе.
В Красной Армии с 1942 года, призван Шарангским районным военным комиссариатом Горьковской области. С апреля 1942 года по март 1943 года — на Южном фронте, с октября 1943 года по февраль 1944 года — на Волховском фронте, с июня 1944 года — на Ленинградском фронте.
Пять раз ранен, из них раза тяжело: 8 августа 1942 года, 16 декабря 1942 года, 5 марта 1943 года.
В июне 1944 года был представлен к награждению орденом Славы III степени. В наградном листе записано: «12.06.1944 г. при прорыве укреплённой полосы противника на Карельском перешейке, противник артминобстрелом порвал телефонную связь с 1-м батальоном, была срочная необходимость передать приказ командиру батальона. Огня противник не прекращал, нужен был стойкий, храбрый боец, тов. Кузнецов отозвался на задание, приказ доставил в срок, чем обеспечил выполнение боевой задачи».
В феврале 1945 в составе разведывательной группы из 8 человек переправился через реку Одер и участвовал в захвате и удержании плацдарма до подхода основных сил полка. В бою был убит знаменосец, Кузнецов сохранил знамя части и спас раненого командира. За героизм и мужество, проявленные в операции на Одере, указом Президиума Верховного Совета СССР от 10 апреля 1945 года стрелку 996-го стрелкового полка 286-й стрелковой дивизии (59-я армия, 1-й Украинский фронт) рядовому Михаилу Михайловичу Кузнецову присвоено звание Героя Советского Союза.
После демобилизации в 1945 году работал в Горьковской области, с 1954 года жил в Чебоксарах. С 1954 года по 1979 год работал электрослесарем-ремонтником на Чебоксарской ТЭЦ № 1 (ТГК-5).
Член КПСС с 1966 года.
Умер 20 апреля 1997 года.

## Награды
- орден Ленина,
- Орден Отечественной войны I степени,
- Орден Славы III степени,
- медали.

Занесён в Почётную Книгу Трудовой Славы и Героизма Чувашской АССР (1978 г.).

## Память

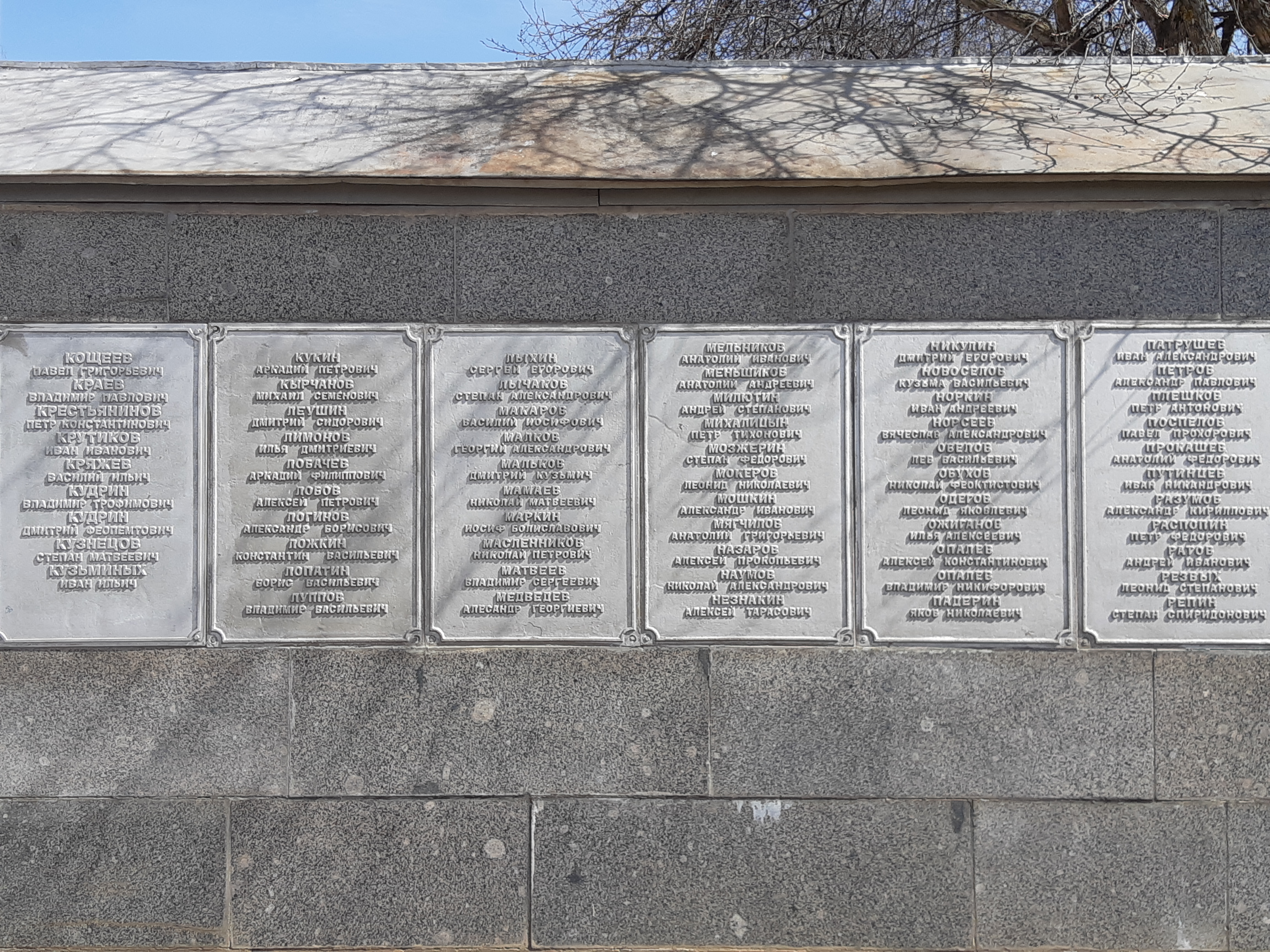
Имя Героя на мемориальной доске в парке Дворца пионеров г. Кирова

- Имя Героя увековечено на мемориальной доске в честь Героев Советского Союза — уроженцев Кировской области в парке Дворца пионеров города Кирова.

- Имя Героя высечено золотыми буквами в зале Славы Центрального музея Великой Отечественной войны в Парке Победы города Москвы.

- На могиле героя установлен надгробный памятник.
- Имя Героя Советского Союза М. М. Кузнецова носят Новочебоксарский кадетский корпус-школа № 10 и детский парк в посёлке Сосновка (Чебоксары)[10].

## Комментарии
1. ↑  Деревня Второе Кузнецово, относившаяся к Юкшумской волости Яранского уезда, в последующем входила в состав Щекотовского сельсовета Шарангского района Нижегородской области[3]; ныне — урочище в том же районе[4].